# Lemelson-MIT-Preis
Der Lemelson-MIT-Preis (englisch Lemelson-MIT Prize) war der höchstdotierte US-amerikanische Preis für technische Innovationen. Er wurde vom Massachusetts Institute of Technology (MIT) und der Lemelson Foundation des Philanthropen und Erfinders Jerome H. Lemelson (1923–1997) vergeben.
Er war mit 500.000 Dollar dotiert und wurde von 1995 bis 2019 vergeben. Daneben gab es verschiedene andere Preise der Lemelson-MIT-Stiftung: bis 2006 den Lifetime Achievement Award, der durch den Sustainability Award („Preis für Nachhaltigkeit“) ersetzt wurde, der später in den Global Innovation Award umbenannt wurde und zuletzt 2013 vergeben wurde (die Preise waren mit 100.000 Dollar dotiert). Außerdem gab es einen Studentenpreis, der mit 10.000 bis 15.000 Dollar dotiert war.

## Preisträger desLemelson-MIT Prize
- 1995 William Bolander, Entwicklung mathematischer Modelle für Computerkontrolle in Autos (bei General Motors), speziell ein System zur Traktionskontrolle und ein Limp Home System (Notfahranlage)
- 1996 Stanley Norman Cohen, Herbert Boyer für eine grundlegende Erfindung der Gentechnik (Einbau Gene in Plasmide von Bakterien)
- 1997 Douglas Engelbart für die Erfindung der Computermaus
- 1998 Robert Langer für Forschungen über Polymere, die zu Medikamenten in Mikrokapseln führten, die die Dosis langsam freisetzten
- 1999 Carver Mead für die Revolutionierung der Halbleiterindustrie mit VLSI-Technik
- 2000 Thomas Fogarty für Erfindungen für die Gefäßchirurgie, besonders seinen Ballonkatheter, patentiert 1963
- 2001 Raymond Kurzweil für die erste Lesemaschine für Blinde
- 2002 Dean Kamen für IBOT (ein batteriegetriebener Rollstuhl der Stufen hochklettern kann) und den Segway
- 2003 Leroy Hood für Geräte der Molekularbiologie, besonders einen Gensequenzierer
- 2004 Nick Holonyak für die Erfindung der ersten LED (lichtemittierende Diode)
- 2005 Elwood Norris (Elwood „Woody“ Norris) für die Erfindung der Ultraschalltechnologie HyperSonic Sound technology (HSS)
- 2006 James Fergason für moderne Flüssigkristalltechnologie für Bildschirme
- 2007 Timothy Swager für die Erfindung eines chemischen Sensors mit molekularen Drähten, der Sprengstoff aus dessen Dämpfen detektieren kann
- 2008 Joseph DeSimone für die Erfindung von PRINT (Particle Replication in Non-wetting Templates) für die Herstellung von Nano-Trägern in der Medizin
- 2009 Chad Mirkin für Dip-Pen Nanolithographie und Biodetektion basierend auf Nanopartikeln
- 2010 Carolyn Bertozzi für die Erfindung der ersten bioorthogonalen chemischen Reaktion, mit der Biomoleküle in lebenden Zellen markiert werden können
- 2011 John A. Rogers für biointegrierte Elektronik
- 2012 Stephen Quake für eine Reihe von Erfindungen in personalisierter Medizin, Wirkstoffsuche und nichtinvasiven Tests (pränatale Diagnostik u. a.) in der Medizin, unter anderem Mikrofluidik-Chips
- 2013 Angela Belcher, für Gentechnik (Umprogrammierung von Virus-DNA) in der Herstellung neuer Materialien, insbesondere biologisch hergestellter elektronischer Materialien
- 2014 Sangeeta N. Bhatia für Erfindungen in der miniaturisierten Medizintechnik, zum Beispiel für die Erneuerung von Gewebe (unter anderem für eine Art Mikro-Leber), Stammzell-Differenzierung, Diagnostik (mit Nanopartikeln) und Medikamenten-Verabreichung.
- 2015 Jay Whitacre (Aquion Energy) für die erste Massenproduktion einer billigen, ökofreundlichen Batterie
- 2016 Ramesh Raskar für die Entwicklung der Femto-Photographie
- 2017 Feng Zhang für die Entwicklung der CRISPR-Technologie und der Optogenetik
- 2018 Luis von Ahn für die Erfindung von reCAPTCHA und CAPTCHA und die Entwicklung der kostenfreien Sprachlern-Plattform Duolingo
- 2019 Cody Friesen für seine Beiträge zur Nutzung erneuerbarer Energien

## Preisträger desLifetime Achievement Award
- 1995 William Reddington Hewlett, David Packard, den Gründern von Hewlett-Packard
- 1996 Wilson Greatbatch (Batterien für Herzschrittmacher)
- 1997 Gertrude Elion für Medikamentenentwicklung (Nobelpreis)
- 1998 Jacob Rabinow für eine automatische Briefsortiermaschine für die US-Post, automatische Steuerungen von Uhren und eine Magnetkupplung (magnetic particle clutch)
- 1999 Stephanie Kwolek, für Kevlar
- 2000 Alfred J. Gross (Al Gross) als Pionier der drahtlosen Kommunikation (Walkie-Talkie, Pager, schnurloses Telefon)
- 2001 Raymond Damadian für den ersten Magnetresonanz (MR) Scanner
- 2002 Ruth R. Benerito für die Revolutionierung der Baumwollindustrie durch Erfindung der ersten knitterfreien "Wash and Wear" Kleidung
- 2003 William P. Murphy Jr. für Erfindungen in der Medizintechnik wie bedeutende Verbesserungen früher Herzschrittmacher, künstliche Nieren, Herzkatheter, flexible Behälter für Blutkonserven samt einfachem Transfusionssystem (angewandt zuerst im Koreakrieg). Außerdem erfand er einfache medizinische Instrumente zum Wegwerfen nach einmaligem Gebrauch, was Probleme mit Desinfizierung umging
- 2004 Edith M. Flanigen für Zeolithe als molekulare Siebe
- 2005 Robert Dennard, für DRAM
- 2006 Sidney Pestka vor allem als "Vater" des Interferon (Reindarstellung, Gentechnik für die Herstellung). Außerdem entwickelte er Hochleistungsflüssigkeitschromatographie (RP-HPLC) für die Reindarstellung von Proteinen.

## Preisträger desSustainability Award
- 2007 Lee Lynd für fortgeschrittene Methoden Biomasse in Treibstoff zu verwandeln
- 2008 Martin J. Fisher für die Entwicklung von billigen von Menschenkraft betriebene Bewässerungspumpen für die Landwirtschaft
- 2009 Joel Selanikio für die Entwicklung von EpiSurveyor (mobile Software für Beschäftigte in der Gesundheitsfürsorge)
- 2010 B.P. Agrawal für die Entwicklung von Regenwasser-Sammelsystemen und mobile Gesundheitsfürsorge für Bauern in Indien

## Preisträger desGlobal Innovation Award
- 2011 Elizabeth Hausler für die Entwicklung eines Programms erdbebensicherer Häuser in Entwicklungsländern, die von den Einwohnern selbst kostengünstig gebaut werden können
- 2012 Ashok Gadgil für erschwingliche Geräte für sauberes Trinkwasser (mit UV) für Entwicklungsländer, den Darfur-Ofen u. a.
- 2013 Rebecca Richards-Kortum, Maria Oden für die Entwicklung billiger medizinischer Geräte für Entwicklungsländer